# クェゼリン (護衛空母)
クェゼリン (USS Kwajalein, CVE-98) は、アメリカ海軍の護衛空母。カサブランカ級航空母艦の44番艦。艦名はクェゼリンの戦いに因んで命名された。

## 艦歴
当初「ブキャレリ・ベイ (Bucareli Bay) 」の艦名でワシントン州バンクーバーのカイザー造船所で起工する。1944年5月4日にルドルフ・L・ジョンソン夫人によって進水し、1944年6月7日に海軍に引き渡され、同日R. C. ウォーラック艦長の指揮下で就役する。
西海岸沿いに整調を行った後、「クェゼリン」は1944年7月19日にサンペドロを出航し、燃料、航空機、兵員を積んでエスピリトゥサント島へ向かう。エスピリトゥサント島には8月3日に到着し、4日後にグアムへ航空機を輸送し、捕獲した日本軍の機材を本国で分析するため積み込んだ。
サンディエゴでの修理後に「クェゼリン」は10月7日に出航し、補給任務に従事する。マヌス島で戦闘準備の完了した戦闘機を積み込み11月5日にエニウェトク環礁へ向けて出航し、マニラ及びヴィサヤ諸島への攻撃を行う第38任務部隊（ジョン・S・マケイン・シニア中将）の空母に送り届けた。その後もウルシー環礁を拠点として任務を継続し、フィリピンの日本軍に攻撃を行う空母部隊への後方支援を担当した。12月17日にはコブラ台風に遭遇。1945年1月を通じて第38任務部隊の空母に航空機を補充し、部隊は中国及び台湾の日本軍基地を攻撃した。2月23日にサンディエゴに帰還し、オーバーホール後に補給の航空機を積み込み、3月9日に任務を再開した。
3月から8月まで「クェゼリン」は3回の航空機輸送任務を真珠湾から太平洋西部の前線に展開する空母部隊に対して行った。1945年8月14日（アメリカ時間）に停戦となり、翌8月15日に日本の降伏が伝えられると帰還兵の輸送任務を割り当てられる。太平洋西部へ四度の巡航を行い、「魔法の絨毯」任務は1946年2月2日にサンペドロに到着することで終了した。4月23日にサンパブロ湾を出航した「クェゼリン」は3日後にワシントン州ムキルテオに到着する。1946年8月16日にワシントン州タコマで退役し、太平洋予備役艦隊入りする。1960年4月1日に除籍され、翌年日本でスクラップとして廃棄された。
「クェゼリン」は第二次世界大戦の戦功で2個の従軍星章を受章した。 